# Grossularia
Grossularia là một chi thực vật có hoa trong họ Grossulariaceae.